# Karel Komzák mladší
Karel Komzák mladší (8. listopadu 1850, Praha – 23. dubna 1905, Baden) byl český hudební skladatel a dirigent, syn Karla Komzáka staršího.

## Život
Od dětství projevoval velké hudební nadání. Základy hudebního vzdělání získal u svého otce, populárního hudebního skladatele Karla Komzáka staršího. V roce 1861 vstoupil na Pražskou konzervatoř. Absolvoval s vyznamenáním v roce 1867, obor dirigent a hra na housle a violu. Téhož roku mu vyšla tiskem jeho první skladba, polka Líbánky (Flitterwochen). Poté nastoupil Karel k otcovu regimentu č. 11 jako všestranný muzikant: hrál na housle, basovou křídlovku a bicí nástroje. Když otec následoval posádku do Lince, stal se Karel dirigentem orchestru Městského divadla v Linci.
O tři roky později pak převzal vlastní kapelu u 7. pěšího korutanského pluku Maroičič v Innsbrucku a stal se nejmladším kapelníkem v celé rakousko-uherské armádě. Byl velmi populární, jednak díky programům pro veřejnost, které zahrnovaly vše od hudby klasické až po hudbu současnou, a jednak jako vynikající houslový a klavírní virtuóz. Kromě toho byl sbormistrem mužského pěveckého sboru Liedertafel. V roce 1877 se zde i oženil s dcerou jeho nadřízeného, barona Reichardt von Hardtland, Eugenií, výbornou klavíristkou. O rok později se jim narodil syn, který rovněž obdržel jméno Karel.
V roce 1880 odešel jako kapelník k nově vzniklému 84. pěšímu pluku do Vídně. Řada úspěchů pokračovala i ve Vídni. Jeho vojenská kapela si získala pověst nejlepší vídeňské vojenské hudby. Koncertovala i u císařského dvora. Komzákovy valčíky ovládaly po mnoho let spolu se skladbami Johanna Strausse a Karla Michaela Ziehrera vídeňské taneční zábavy.

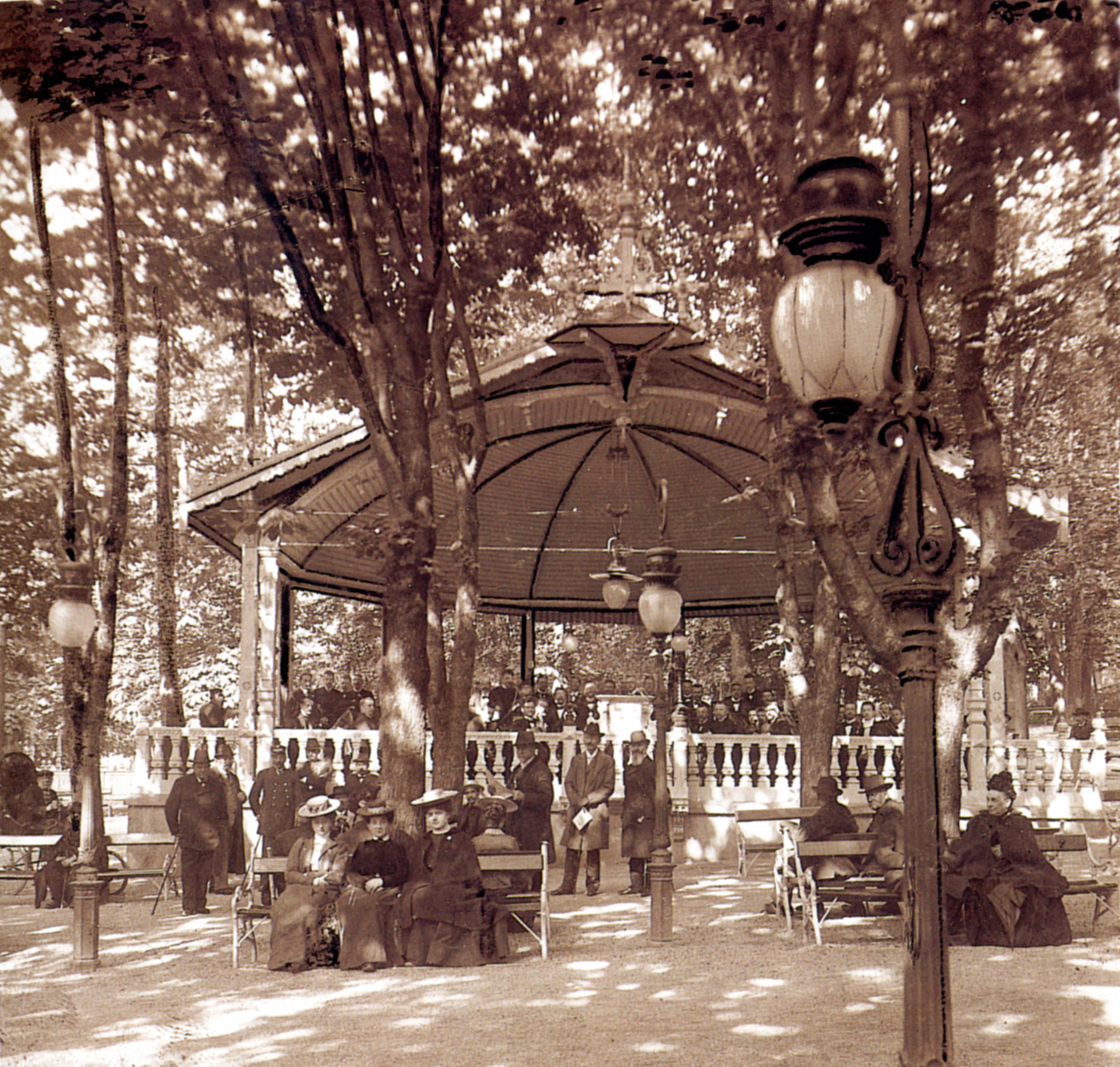
Hudební pavilon v lázeňském parku v Badenu

V roce 1886 byl jmenován rakouským zástupcem na Mezinárodní konferenci ve Vídni, která stanovila normativní závazné ladění. Stal se čestným členem Athénské filharmonické společnosti. V roce 1886 byl říšským válečným ministerstvem pověřen úpravou a novou instrumentací rakouské státní hymny. Haydnova skladba Zachovej nám, Hospodine prošla v průběhu let mnoha změnami a Komzák dostal za úkol znovu zavést původní podobu. To byla svým způsobem převratná událost, aby český skladatel byl pověřen úpravou rakouské státní hymny. 20. dubna 1890 byla nově upravená hymna předvedena v premiéře Komzákovým orchestrem, byla schválena, vydána tiskem a oficiálně zavedena.
V roce 1891 dokončil práci na svém životním díle, lidové opeře Protěž (Edelweiss). O rok později byl jeho pluk převelen do Mostaru, ale skladatel jej ze zdravotních důvodů nenásledoval. Získal tříletou dovolenou a odjel se léčit do blízkých lázní Baden u Vídně. Tam zkomponoval úspěšnou operetu David a Goliáš a převzal lázeňský orchestr. Pod jeho vedením získal orchestr záhy vynikající pověst a skladateli se dostalo mimořádného uznání. Rozhodl se proto zůstat v Badenu natrvalo. Vystoupil z vojenské služby a plně se věnoval bádenskému orchestru.
Sláva Komzákova orchestru se rozšířila i za hranice monarchie. Po skončení lázeňské sezóny Komzák obvykle hostoval ve Varšavě, kde řídil symfonický orchestr s klasickým programem vážné hudby. Se svým orchestrem koncertoval v Benátkách a v roce 1904 podnikl cestu do Spojených států na světovou výstavu konanou tehdy v St. Louis. Koncerty měly mimořádný úspěch. Posledního koncertu se zúčastnilo na 10 000 posluchačů.
Na Neděli velikonoční 23. dubna 1905 se měli zpěváci z Badenu a Vídně sejít v obci Dreistetten u populárního selského komika a majitele hostince Nový svět. Skladatel naskakoval na poslední chvíli do vlaku, ale rozevřený deštník jej strhl zpět a spadl pod vlak. Posmrtná pitva však ukázala že příčinou smrti byl srdeční záchvat, který jej postihl v okamžiku pádu. Pod kola vlaku padl již mrtev.
Byl pohřben s velkými poctami na badenském hřbitově. Pohřbu se zúčastnilo mnoho jeho obdivovatelů z Badenu i z Vídně. Ještě téhož roku byly jeho ostatky převezeny na vídeňský ústřední hřbitov a uloženy v čestném hrobě. Nad hrobem byl postaven bronzový pomník v životní velikosti.

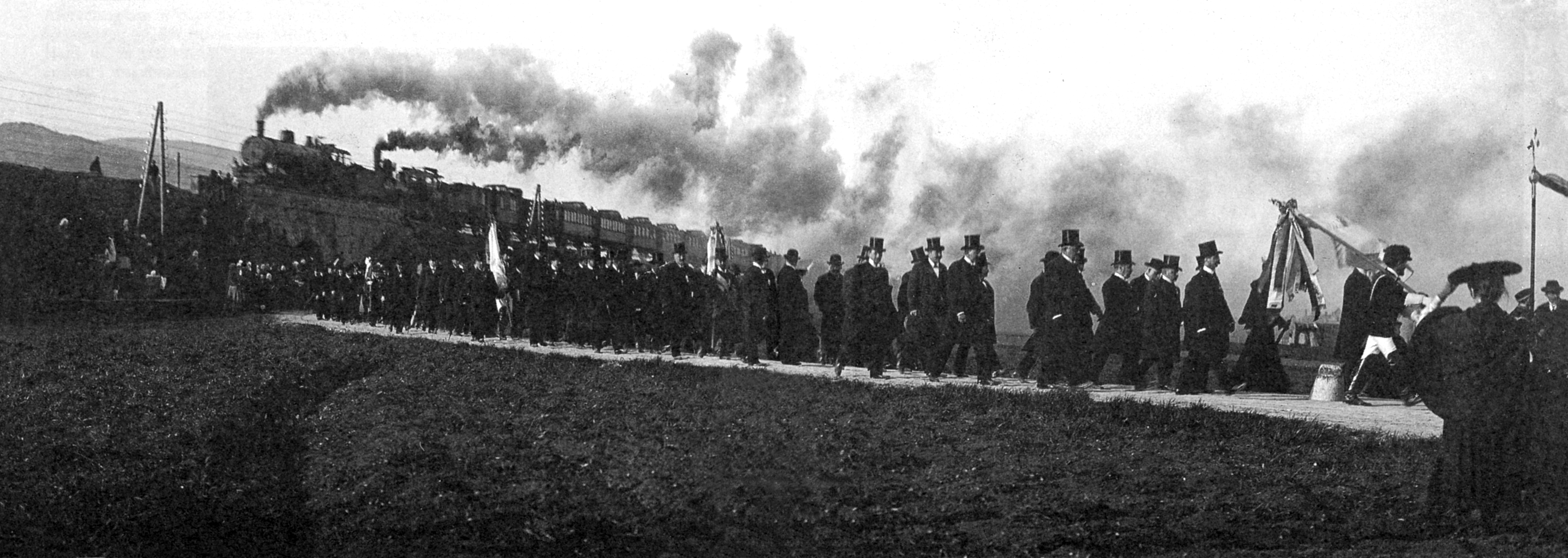
Smuteční průvod při pohřbu Karla Komzáka v Badenu

Přestože prožil téměř celý život v Rakousku, byl silně vázán na svou rodnou vlast. Často byl kritizován za uvádění českých národních písní, vlasteneckých písní a směsí z českých oper. Uvádí se, že na zahradu u své vily v Badenu si dokonce nechal převézt několik beden hlíny z domu svého otce v Netěchovicích, aby tak mohl chodit po své rodné zemi.
V rodinné tradici chtěl pokračovat jeho syn Karel. Zkomponoval několik skladeb, z nichž některé vyšly tiskem, ale úspěchů kterých dosáhl jeho děd a otec se nedočkal. Po otcově smrti dokonce dokončil několik jeho rozpracovaných skladeb a vydával je za své práce. Neúspěch neunesl a 5. září roku 1924 spáchal ve Vídni sebevraždu.

## Dílo
Celkem zkomponoval okolo 300 skladeb. Mezi nimi:
- 80 polek
- 66 pochodů
- 21 valčíků
- Edelweiss (Protěž) (lidová opera, uvedena 1892 v Carltheater ve Vídni a Mnichově)
- David a Goliáš (opereta)
- Mužské sbory pro Wiener Männergesang-Verein